# Herman Teirlinck

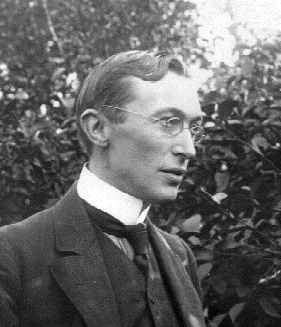
Teirlinck (1905)

Herman Louis Cesar Teirlinck (* 24. Februar 1879 Sint-Jans-Molenbeek; † 4. Februar 1967 Beersel) war ein belgischer Romanschriftsteller, Dramatiker und Dichter. Für mehrere seiner Bücher, aber auch für andere Autoren, entwarf er Bucheinbände, so allein für C.A.J. van Dishoeck in Bussum zwölf.

## Leben
Teirlinck wurde geboren als eines von fünf Kindern des Dramatikers Isidoor Teirlinck und der Lehrerin Josefine van Nieuwenhove. Aufgrund seiner schwachen Gesundheit verbrachte er den Großteil seiner Jugend bei den Großeltern väterlicherseits in Zegelsem. Die Schulzeit absolvierte er in Brüssel. Obwohl sich Terlinck zum Schriftsteller berufen fühlte, begann er, dem väterlichen Wunsch folgend, ein Medizinstudium in Brüssel. Da ihm dieses jedoch überhaupt nicht lag, brach er es ab und nahm ein Studium der Germanistik in Gent auf, beendete jedoch auch dieses vorzeitig. 1902 heiratete er Mathilde Lauwers. Im selben Jahr wurde er bei der Gemeinde Brüssel eingestellt und übersetzte dort die monatlichen Berichte des Königlichen Flämischen Theaters (KVS) ins Französische. So wuchs sein Interesse für Dramatik. Das künstlerische Niveau des KVS, an der unter der Leitung von Edmond Hendrikx als Volksbühne vor allem einfache Stücke des 19. Jahrhunderts aufgeführt wurden, wollte Terlinck heben und gründete dazu ein „Kunstkomitee“. Zusammen mit dem Schauspieler Laroche kandidierte er als 23-Jähriger für das zweiköpfige Direktorium der KVS. Als Amateur wirkte er selbst an diversen Stücken mit, vorzugsweise als Frau verkleidet. Auch als Sänger trat er in Erscheinung. Allerdings scheiterte auch der zweite Versuch bei der Bewerbung um einen Direktorenposten 1907.
Bereits seit 1903 war er Mitherausgeber der Zeitschrift Vlaanderen („Flandern“), der Nachfolgerin von Van Nu en Straks („Jetzt und Später“).
Ab 1906 war Teirlinck belgischer Korrespondent des „Algemeen Handelsblad“. Er lebte nun in Brüssel ein, wo er sich 1909 im Brüsseler Randbezirk Linkebeek in der Lokalpolitik engagierte. Im selben Jahr erschien sein Essay „Die Kunst des Theaters“, worin er sich als Anhänger des Theaterserneuerers, Edward Gordon Craig, offenbarte. Von 1910 bis 1936 war er Niederländischlehrer an der städtischen Knabenschule Brüssel.
1919 wurde er Mitglied der Königlichen Flämischen Akademie für Sprache und Literatur. Seitdem wuchs sein Einfluss. Er wurde Lehrer für flämische Sprache am königlichen Hof sowie Berater für Kunst und Wissenschaft bei den Königen Albert I., Leopold III. und Bouduin I.
In der Zeit von 1925 bis 1938 lehrte er als Dozent für Niederländisch an der Akademie der schönen Künste zu Antwerpen und von 1928 bis 1936 an der Städtischen Mädchenschule in Brüssel. In der dazwischenliegenden Zeit war er von 1912 bis 1926 Direktor einer Möbelfabrik und wurde Sekretär des Arbeitgeberverbandes der belgischen Holzindustrie. In dieser Funktion reiste er auch in die damalige Kolonie Belgisch-Kongo.
Ab 1928 war Teirlinck mit der Nationalen Hochschule für Baukunst und Design als Dozent für Theatertechnik verbunden; 1938 wurde er ihr Direktor. Nachdem 1928 seine erste Frau verstorben war, heiratete er 1931 Johanna Hoofmans. 1929 ließ er sich von dem Architekten Victor Bourgeois eine Villa in Sint-Idesbald bauen. Im selben Jahr heiratete seine Tochter Leentje den einzigen Sohn von Henry van de Velde, Thyl van de Velde. 1936 verzog er nach Beersel.
Nach dem Zweiten Weltkrieg wurde Teirlinck 1946 Mitbegründer und Direktor der Neuen Flämischen Zeitschrift (Nieuw Vlaams Tijdschrift). Im selben Jahr richtete er das Nationaltheater-Studio in Antwerpen ein, später bekannt als Studio Herman Teirlinck. 1951 wurde er Berater beim Bildungsministerium.
Teirlinck starb 1967, 20 Tage vor Vollendung seines 88. Geburtstags. Sein Wohnhaus in Beersel-Lot wurde als Teirlinck-Museum und Kunstgalerie eingerichtet.

## Preise
- 1925 – Staatspreis der Flämischen Gesellschaft für Theaterliteratur für Der Mann ohne Leben
- 1928 – Staatspreis für Dramatik für Ave
- 1950 – Großer Staatspreis der Flämischen Gesellschaft für Flämische Literatur für sein Gesamtwerk
- 1956 – Preis für Niederländische Literatur (vergeben durch die Niederländische Sprachunion)

Teirlinck wurde viermal die Würde eines Ehrendoktors verliehen:
- Universität Brüssel (1938)
- Universität Amsterdam (1947)
- Universität Luik (1954)
- Universität Gent (1959)

## Werke
- Verzen (1900; Gedichte)
- Landelijke historiën (1901; Roman)
- De wonderbare wereld (1902; Roman)
- Het stille gesternte (1903; Roman)
- ’t Bedrijf van den kwade (1904; Roman)
- De doolage (1905; Roman)
- Zon, een bundel beschrijvingen (1906; Essays)
- De kroonluchter, kunstgenootschap (1907; Roman)
- Het avontuurlijk leven van Lieven Cordaat (1908)
- Mijnheer J.B. Serjanszoon, orator didacticus (1908; Roman)
- Het ivoren aapje (1909; roman)
- Johan Doxa, Vier herinneringen aan een Brabantschen Gothieker (1917; Roman); 1916 erschienen bereits Teile davon in Deutschland unter dem Titel: Johann Doxa. Szenen aus dem Leben eines Brabanter Gotikers. (Insel-Bücherei 217/1)
- De Nieuwe Uilenspiegel of de jongste incarnatie van den scharlaken Thijl (1920; Bearbeitung der alten Volkserzählung von Till Eulenspiegel)
- De vertraagde film (1922; Drama)
- Het Lied van Peer Lobbe (1923; Kurzgeschichtensammlung)
- Ik dien (1924; Drama)
- De man zonder lijf (1925; Drama)
- De wonderlijke mei (1925; Drama)
- De leemen torens (1928; Briefroman mit Karel van de Woestijne)
- De ekster op de galg (1937; Drama)
- Elckerlyc (1937)
- Ave (1938; Drama)
- Maria Speermalie, 1875-1937 (1940; Roman)
- De XXXX brieven aan Rolande (1944)
- Het gevecht met de engel (1952; Roman)
- Zelfportret of Het galgemaal (1955; Roman)
- Wijding voor een derde geboorte (1956; Theatertheoretische Essays)
- Dramatisch Peripatetikon (1959; Theaterlehrbuch)
- Verzameld werk (Gesammelte Werke), 8 Bände (1955–1969)
- Verzameld werk (Gesammelte Werke), 9 Bände (1973)